# James R. Howe
James Robinson Howe (ur. 27 stycznia 1839 w Nowym Jorku, zm. 21 września 1914 w North Salem) – amerykański polityk, członek Partii Republikańskiej.

## Działalność polityczna
W okresie od 4 marca 1895 do 3 marca 1899 przez dwie kadencje był przedstawicielem 6. okręgu wyborczego w stanie Nowy Jork w Izbie Reprezentantów Stanów Zjednoczonych.